# Cupha
Cupha is een geslacht van vlinders van de familie van de Nymphalidae, uit de onderfamilie van de Heliconiinae. De wetenschappelijke naam en de beschrijving van dit geslacht zijn voor het eerst gepubliceerd in 1820 door Gustaf Johan Billberg.
De soorten van dit geslacht komen voor in Zuidoost-Azië en Australië.

## Soorten
- Cupha arias (C. & R. Felder, 1867)
- Cupha aureus Samson, 1980
- Cupha crameri (Felder, 1860)
- Cupha erymanthis (Drury, 1773)
- Cupha lampetia (Linnaeus, 1764)
- Cupha maeonides (Hewitson, 1859)
- Cupha melichrysos (Mathew, 1887)
- Cupha myronides (C. & R. Felder, 1867)
- Cupha prosope (Fabricius, 1775)